# Copa de baloncesto de Polonia
La Copa de baloncesto de Polonia, denominada desde 2012 Intermarché Basket Cup por motivos de patrocinio, es la competición de copa de baloncesto organizada por la Asociación de baloncesto de Polonia y la Polska Liga Koszykówki, la liga polaca. Se disputa desde la temporada 1933, aunque ha sufrido numerosas suspensiones a lo largo de la historia.

## Palmarés
| Temporada | Campeón                     | Finalista                 | Sede             | MVP                 | Ref.          |
| --------- | --------------------------- | ------------------------- | ---------------- | ------------------- | ------------- |
| 1933/1934 | Polonia Varsovia            | YMCA Kraków               |                  |                     |               |
| 1934/1935 | Cracovia                    | IKP Łódź                  |                  |                     |               |
| 1935/1936 | KPW Poznań                  | IKP Łódź                  |                  |                     |               |
| 1937-1950 | no se disputó               |                           |                  |                     |               |
| 1950/1951 | Gdańsk                      | Kraków                    |                  |                     |               |
| 1951/1952 | Gwardia (Wisła) Kraków      | CWKS (Legia) Warszawa     |                  |                     |               |
| 1952/1953 | Spójnia Gdańsk              | Gwardia (Wisła) Kraków    |                  |                     |               |
| 1953/1954 | Kolejarz (Lech) Poznań      | bd                        |                  |                     |               |
| 1954/1955 | Kolejarz (Lech) Poznań      | Cracovia                  |                  |                     |               |
| 1955/1956 | AZS-AWF Warszawa            | CWKS (Śląsk) Wrocław      |                  |                     |               |
| 1956/1957 | CWKS (Śląsk) Wrocław        | Legia Warszawa            |                  |                     |               |
| 1957/1958 | AZS-AWF Warszawa            | Wisła Kraków              |                  |                     |               |
| 1958/1959 | Śląsk Wrocław               | Legia Warszawa            |                  |                     |               |
| 1959–1961 | no se disputó               |                           |                  |                     |               |
| 1961/1962 | Spójnia Gdańsk              | bd                        |                  |                     |               |
| 1962–1967 | no se disputó               |                           |                  |                     |               |
| 1967/1968 | Legia Warszawa              | bd                        |                  |                     |               |
| 1968/1969 | Polonia Varsovia            | Wybrzeże Gdańsk           |                  |                     |               |
| 1969/1970 | Legia Warszawa              | Lech Poznań               |                  |                     |               |
| 1970/1971 | Śląsk Wrocław               | Wisła Kraków              |                  |                     |               |
| 1971/1972 | Śląsk Wrocław               | Legia Warszawa            |                  |                     |               |
| 1972/1973 | Śląsk Wrocław               | Resovia Rzeszów           |                  |                     |               |
| 1973/1974 | Resovia Rzeszów             | AZS-AWF Warszawa          |                  |                     |               |
| 1974/1975 | Polonia Varsovia            | Lech Poznań               |                  |                     |               |
| 1975/1976 | Wybrzeże Gdańsk             | Polonia Varsovia          |                  |                     |               |
| 1976/1977 | Śląsk Wrocław               | Lech Poznań               |                  |                     |               |
| 1977/1978 | Wybrzeże Gdańsk             | Start Lublin              |                  |                     |               |
| 1978/1979 | Wybrzeże Gdańsk             | Górnik Wałbrzych          |                  |                     |               |
| 1979/1980 | Śląsk Wrocław               | Polonia Varsovia          |                  |                     |               |
| 1980/1981 | Pogoń Szczecin              | Legia Warszawa            |                  |                     |               |
| 1981/1982 | no se disputó               |                           |                  |                     |               |
| 1982/1983 | Zagłębie Sosnowiec          | Wisła Kraków              |                  |                     |               |
| 1983/1984 | Lech Poznań                 | Zagłębie Sosnowiec        |                  |                     |               |
| 1984/1985 | Pogoń Szczecin              | bd                        |                  |                     |               |
| 1985–1988 | no se disputó               |                           |                  |                     |               |
| 1988/1989 | Śląsk Wrocław               | Zagłębie Sosnowiec        |                  |                     |               |
| 1989/1990 | Śląsk Wrocław               | bd                        |                  |                     |               |
| 1990/1991 | no se disputó               |                           |                  |                     |               |
| 1991/1992 | Śląsk Wrocław               | Gwardia Wrocław           |                  |                     |               |
| 1992–1994 | no se disputó               |                           |                  |                     |               |
| 1994/1995 | Nobiles Włocławek           | Mazowszanka Pruszków      |                  |                     |               |
| 1995/1996 | Nobiles Włocławek           | AZS Elana Toruń           |                  |                     |               |
| 1996/1997 | Śląsk Wrocław               | Polonia Przemyśl          |                  |                     |               |
| 1997/1998 | Pekaes Pruszków             | Bobry Bytom               |                  |                     |               |
| 1998/1999 | Hoop Pekaes Pruszków        | Pogoń Ruda Śląska         |                  |                     |               |
| 1999/2000 | Prokom Trefl Sopot          | Hoop Pekaes Pruszków      |                  |                     |               |
| 2000/2001 | Prokom Trefl Sopot          | Hoop Blachy Pruszków      |                  | Igor Milicić        |               |
| 2001–2003 | no se disputó               |                           |                  |                     |               |
| 2003/2004 | Śląsk Wrocław               | Anwil Włocławek           | Włocławek        |                     |               |
| 2004/2005 | Śląsk Wrocław               | Czarni Słupsk             |                  |                     |               |
| 2005/2006 | Prokom Trefl Sopot          | Polpharma Starogard       | Grudziądz        | Christian Dalmau    | [ 1 ]         |
| 2006/2007 | Anwil Włocławek             | Prokom Trefl Sopot        | Sopot            | Andrzej Pluta       |               |
| 2007/2008 | Prokom Trefl Sopot          | ASCO Śląsk Wrocław        | Sopot            |                     |               |
| 2008/2009 | Kotwica Kołobrzeg           | Asseco Prokom Sopot       | Lublin           |                     |               |
| 2009/2010 | AZS Koszalin                | Turów Zgorzelec           | Varsovia         | Dante Swanson       | [ 2 ]         |
| 2010/2011 | Polpharma Starogard Gdański | Anwil Włocławek           | Gdynia           | Robert Skibniewski  | [ 3 ] [ 4 ]   |
| 2011/2012 | Trefl Sopot                 | Zastal Zielona Góra       | Zielona Góra     | Łukasz Koszarek     | [ 5 ]         |
| 2012/2013 | Trefl Sopot                 | AZS Koszalin              | Koszalin         | Adam Waczyński      | [ 6 ] [ 7 ]   |
| 2013/2014 | Śląsk Wrocław               | Turów Zgorzelec           | Breslavia        | Michał Gabiński     | [ 8 ] [ 9 ]   |
| 2014/2015 | Stelmet Zielona Góra        | Rosa Radom                | Gdynia           | Przemysław Zamojski | [ 10 ] [ 11 ] |
| 2015/2016 | Rosa Radom                  | Stelmet Zielona Góra      | Dąbrowa Górnicza | C.J. Harris         | [ 10 ] [ 12 ] |
| 2016/2017 | Stelmet BC Zielona Góra     | Anwil Włocławek           | Varsovia         | Łukasz Koszarek     | [ 13 ]        |
| 2017/2018 | Polski Cukier Toruń         | Stelmet Enea Zielona Góra | Varsovia         | Karol Gruszecki     | [ 14 ]        |
| 2018/2019 | Stal Ostrów Wielkopolski    | Asseco Prokom Gdynia      | Varsovia         | Mateusz Kostrzewski | [ 15 ]        |
| 2019/2020 | Anwil Włocławek             | Twarde Pierniki Toruń     | Varsovia         | Shawn Jones         | [ 16 ]        |
| 2020/2021 | Zastal Zielona Góra         | Spójnia Stargard          | Lublin           | Gabriel Lundberg    | [ 17 ]        |
| 2021/2022 | Stal Ostrów Wielkopolski    | Start Lublin              | Lublin           | Jakub Garbacz       | [ 18 ]        |
| 2022/2023 | Trefl Sopot                 | Start Lublin              | Lublin           | Garrett Nevels      | [ 19 ]        |
| 2023/2024 | Legia Varsovia              | Stal Ostrów Wielkopolski  | Sosnowiec        | Aric Holman         | [ 20 ]        |
| 2024/2025 | Górnik Wałbrzych            | Wilki Morskie Szczecin    | Sosnowiec        | Toddrick Gotcher    |               |

## Títulos por club

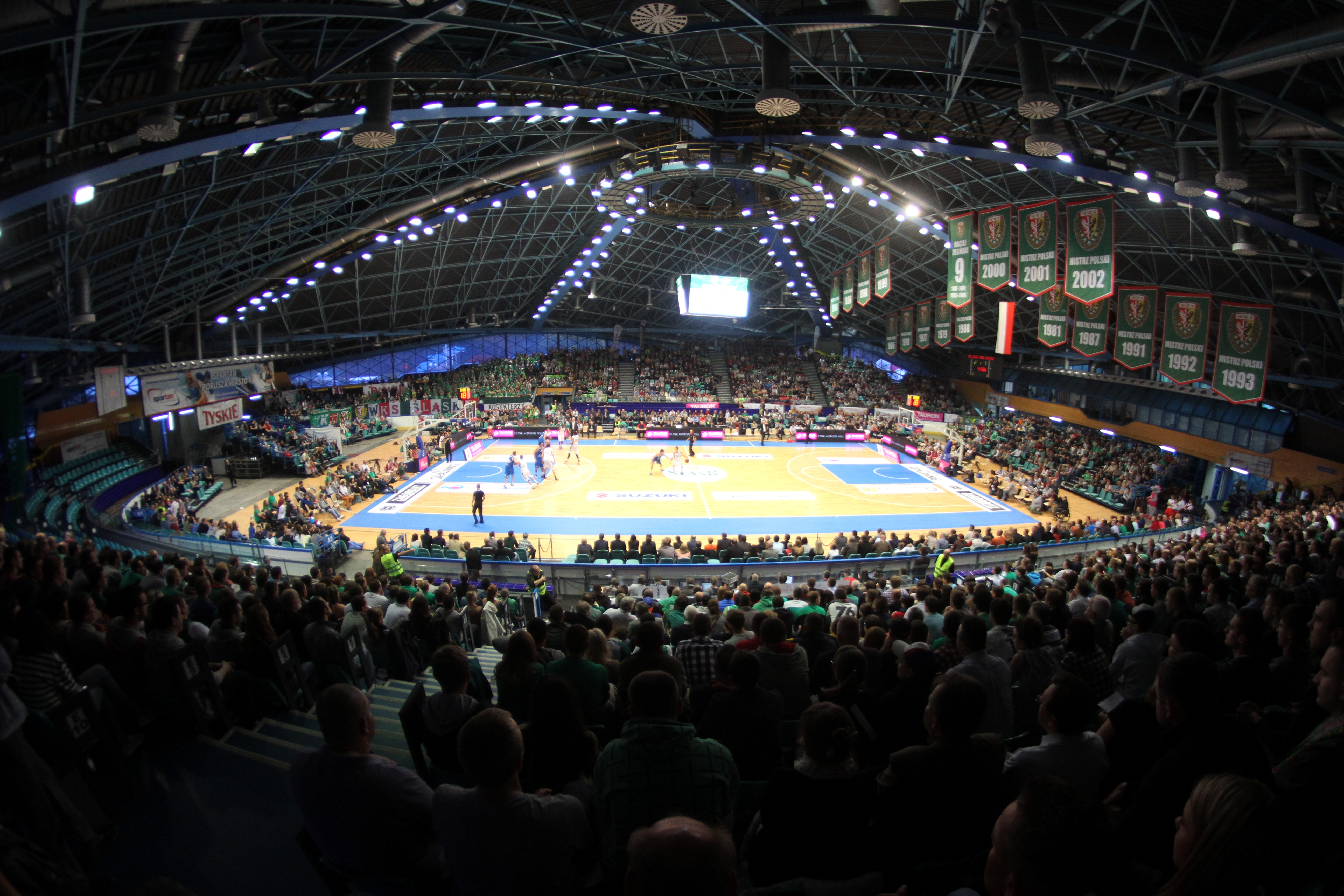
Final de 2014 en Varsovia

| Club                        | Títulos | Años campeón                                                                       |
| --------------------------- | ------- | ---------------------------------------------------------------------------------- |
| Śląsk Wrocław               | 14      | 1957, 1959, 1971, 1972, 1973, 1977, 1980, 1989, 1990, 1992, 1997, 2004, 2005, 2014 |
| Asseco Gdynia               | 4       | 2000, 2001, 2006, 2008                                                             |
| Trefl Sopot                 | 3       | 2012, 2013, 2023                                                                   |
| Polonia Warsaw              | 3       | 1934, 1969, 1975                                                                   |
| Lech Poznań                 | 3       | 1954, 1955, 1984                                                                   |
| Wybrzeże Gdańsk             | 3       | 1976, 1978, 1979                                                                   |
| Włocławek                   | 3       | 1995, 1996, 2007, 2020                                                             |
| Legia Warsaw                | 3       | 1968, 1970, 2024                                                                   |
| Stal Ostrów Wielkopolski    | 2       | 2019, 2022                                                                         |
| Cracovia                    | 2       | 1935, 1936                                                                         |
| Spójnia Gdańsk              | 2       | 1953, 1962                                                                         |
| AZS-AWF Warszawa            | 2       | 1956, 1958                                                                         |
| Pogoń Szczecin              | 2       | 1981, 1985                                                                         |
| Pekaes Pruszków             | 2       | 1998, 1999                                                                         |
| Zielona Góra                | 3       | 2015, 2017, 2021                                                                   |
| Polski Cukier Toruń         | 1       | 2018                                                                               |
| City Gdańsk                 | 1       | 1951                                                                               |
| Wisła Kraków                | 1       | 1952                                                                               |
| Resovia                     | 1       | 1974                                                                               |
| Zagłębie Sosnowiec          | 1       | 1983                                                                               |
| Kotwica Kołobrzeg           | 1       | 2009                                                                               |
| AZS Koszalin                | 1       | 2010                                                                               |
| Polpharma Starogard Gdański | 1       | 2011                                                                               |
| Rosa Radom                  | 1       | 2016                                                                               |
| Górnik Wałbrzych            | 1       | 2025                                                                               |